# WEEKEND CONNECTION
WEEKEND CONNECTION（ウィークエンド・コネクション）は2000年4月から2003年3月までJ-WAVEで土曜午前中に放送されていたラジオ番組である。
2003年3月26日終了。後番組は『SLOW MORNING』。

## 概要
1999年10月から半年のみ放送された前番組『GOOD LUCK WEEKEND!』の後継番組であるとともに、『ゆうちょ presents JAMMIN' OLDIES』を統合させて発足した番組でもある。週末に相応しいテーマを持ついくつかのコーナーや内包番組を軸に放送されていた。

## 放送時間
土曜日
- 8:30 - 11:30(JST)　(2000年4月-2001年3月)
- 8:00 - 11:30　(2001年4月-2003年3月)

## ナビゲーター
- 福ノ上達也

## コーナー・内包番組
- WEEKEND FILE　(8:40-9:20)

シチュエーション別レジャー情報を紹介。
- KEY COFFEE METROPOLITAN CAFE　(8:40-9:20)

2000年10月より開始。各国のカフェ事情を、リラックスできる音楽とともに届ける。野村友里も出演。
- DoCoMo MAGIC i-LAND　(9:40-10:20　ナビゲーター:ソニア)

前番組より継承の内包番組。毎月テーマ毎のマイスターを迎え、1か月掛けて掘り下げていく。2002年3月終了。
- DoCoMo HAPPY LANDING!　(9:40-10:20)

2002年4月開始。世界で活躍する女性を紹介するコーナー。
- ゆうちょ presents JAMMIN' OLDIES

これまで秀島史香ナビゲートの独自番組であったものを内包化したもの。ニューヨークの人気FM局のDJにより、1960～80年代のヒット曲とニューヨークの話題を送る。